# Alexandra Diaz
Pour les articles homonymes, voir Diaz.
Alexandra Diaz est une journaliste culturelle, autrice, animatrice et productrice québécoise d'origine chilienne née le 31 janvier 1972 à Santiago, au Chili.

## Biographie
Alexandra Diaz naît le 31 janvier 1972 à Santiago au Chili. Elle arrive au Québec en 1974 à l'âge de près de trois ans.
Au début des années 80, elle s'installe avec sa famille dans la région de Québec. Ils emménagent tout d’abord dans le quartier Limoilou, puis à Sainte-Foy.

## Vie professionnelle
Après avoir fait ses débuts à la radio, Alexandra Diaz commence sa carrière télévisuelle à Radio-Canada en 1996. Elle couvre notamment la scène culturelle montréalaise pour le service des nouvelles de Radio-Canada. Puis, en janvier 2005, elle se joint à l'équipe de TVA. En plus d'être journaliste, elle anime diverses émissions spéciales (Dans les coulisses des Métrostars, Cavalia, Juste pour rire en direct).
Le 1er avril 2011, après 15 ans de travail à TVA, Alexandra Diaz quitte son poste de journaliste culturelle pour accéder à son rêve de toujours: l'animation.
En 2011, elle fait partie des figures de la campagne COCQ-SIDA (le regroupement d’organismes communautaires québécois de lutte contre le VIH/sida). Elle se joint à une quinzaine d'artistes québécois pour la lutte contre les préjugés vis-à-vis des personnes atteintes par le VIH,.
Elle est chroniqueuse à l'émission radiophonique de Radio-Canada L'après-midi porte conseil animée par Dominique Poirier. Elle fait partie de la chronique Conseil de famille avec Martin Larocque, Carmen Bourassa et Stéphane Garneau,.
De 2013 à 2018, elle est l'animatrice à Télé-Québec de l'émission Cuisine futée, parents pressés avec la nutritionniste Geneviève O'Gleman. Avec cette dernière, elle publie quatre livres de recettes de cuisine baptisés Famille futée de 2013 à 2018 ,,,,.
En 2019, elle publie aux Éditions de l'homme son premier ouvrage en solo, le livre de recette Fiesta Santé qu'elle dédie à ceux qui comme elle, veulent changer leurs habitudes de vie afin de devenir plus actif et ont besoin d'un surplus d'énergie pour y arriver. Selon ses dires, elle y a colligé «toutes les recettes et tous les trucs qui lui ont permis de passer de patate à coureuse pimpante» et partage la joie d'y être arrivée,,,,,.
Elle est une des têtes d'affiche du Salon du livre de l'Abitibi-Témiscamingue avec Jean-François Lépine, Patrick Senécal et Yves Beauchemin, présenté à La Sarre du 23 au 26 mai 2023.
Cette même année, elle rédige un nouveau livre de recette Buenos Diaz! 80 recettes pour mettre du fun au menu afin de célébrer le plaisir de cuisiner. L'autrice en ayant fait un mode de vie durant la pandémie, elle  partage son plaisir et son expertise,,,.
Initiée par une amie à la cuisson à la friteuse à air, elle se spécialise, développe des techniques de préparation et de cuisson des aliments. En 2024, elle publie L'amour est dans l'air Fryer, 75 recettes crousti-fondantes à la Diaz! aux Éditions de l'homme. La même année, elle répond aux préoccupations monétaires des familles qui cherchent à bien se nourrir avec un petit budget en publiant L'air fryer à petits prix,,,,.
En 2025, elle poursuit ses publications de recettes avec la friteuse à air et fait paraître un nouvel opus Air fryer tout végé, aux Éditions de l'homme. Sans être végétarienne, elle souligne l'importance et le plaisir de manger végétale ,,,.
Elle offre également des ateliers sur les méthodes de cuisson des aliments à la friteuse à air, ainsi que quelques recettes. Elle désire transmettre le plaisir de préparer des repas savoureux au quotidien,,.
Inspirée par sa mère et toutes les femmes de sa famille, elle s'implique auprès des femmes dans l'organisme La rue des femmes .

## Publications
- Alexandra Diaz et Geneviève O'Gleman, Famille futée : 75 recettes santé à moins de 5$ par portion, Montréal, La Semaine, 31 octobre 2013, 304 p. (ISBN 9782897031282)
- Alexandra Diaz et Geneviève O'Gleman, Famille futée 2 : 175 recettes santé à moins de 5 $ par portion, Montréal, La Semaine, 3 août 2015, 432 p. (ISBN 9782897033002)
- Alexandra Diaz et Geneviève O'Gleman, Famille futée 3 : 150 recettes santé à moins de 5$ par portion, Montréal, La Semaine, 24 juillet 2017, 416 p. (ISBN 9782761949224)
- Alexandra Diaz et Geneviève O'Gleman, Famille futée 4 : 200 recettes pour survivre aux soirs de semaine, Montréal, La Semaine, 23 juillet 2018, 496 p. (ISBN 9782761950596)
- Alexandra Diaz, Fiesta santé : mes recettes et trucs pour commencer à bouger et être débordante d'énergie, Montréal, Les Éditions de l'Homme, 26 août 2019, 312 p. (ISBN 9782761953337)
- Alexandra Diaz, Buenos Diaz ! 80 recettes pour mettre du fun au menu, Les Éditions de l'homme, 17 août 2023, 240 p. (ISBN 9782761962063)
- Alexandra Diaz, L'amour est dans l'air Fryer, 75 recettes crousti-fondantes à la Diaz!, Les Éditions de l'homme, 18 janvier 2024, 240 p. (ISBN 9782761962872)

- Alexandra Diaz, L'air fryer à petit prix, Les Éditions de l'homme, 26 septembre 2024, 240 p. (ISBN 9782761964999)
- Alexandra Diaz, Air fryer tout végé, Les Éditions de l'homme, 22 janvier 2025, 232 p. (ISBN 9782761965019)